# Андай (кантон)
Анда́й (фр. Hendaye, [ɑ̃daj]) — упразднённый французский кантон, находился в регионе Аквитания, департамент Атлантические Пиренеи. Входил в состав округа Байонна.
Код INSEE кантона — 6445. Всего в кантон Андай входили 4 коммуны, из них главной коммуной являлась Андай.

## Население
Население кантона на 2012 год составляло 33 972 человека.
| 1962 | 1968 | 1975   | 1982   | 1990   | 1999   | 2006   | 2012   |
| ---- | ---- | ------ | ------ | ------ | ------ | ------ | ------ |
| —    | —    | 20 942 | 22 265 | 24 219 | 26 753 | 28 943 | 33 972 |

## Коммуны кантона
| Коммуна | Население, чел. (2012) | Почтовый индекс | Код INSEE |
| ------- | ---------------------- | --------------- | --------- |
| Андай   | 16 759                 | 64700           | 64260     |
| Бирьяту | 1140                   | 64700           | 64130     |
| Сибур   | 6855                   | 64500           | 64189     |
| Юррюнь  | 9218                   | 64122           | 64545     |